# I difensori della legge (film 1945)
I difensori della legge (Under Western Skies) è un film del 1945 diretto da Jean Yarbrough.